# PTPN18

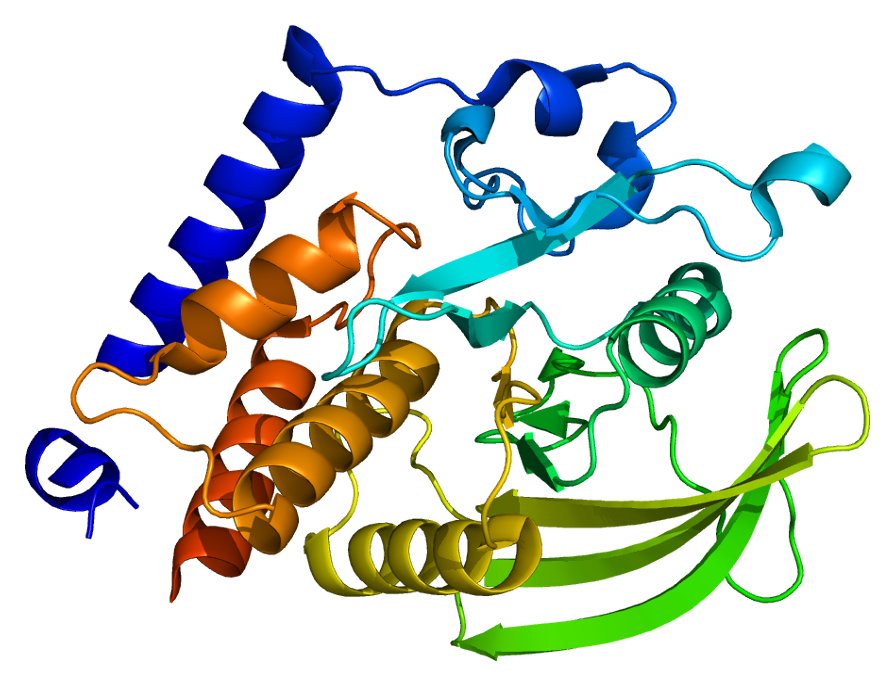
Estructura de la proteína PTPN18. Basada en la representación PyMOL de PDB 2oc3.

El no receptor de tirosina-proteína fosfatasa tipo 18 es una enzima que en humanos está codificada por el gen PTPN18.
La proteína codificada por este gen es un miembro de la familia de las proteínas tirosina fosfatasa (PTP). Se sabe que las PTP son moléculas de señalización que regulan una variedad de procesos celulares que incluyen el crecimiento celular, la diferenciación, el ciclo mitótico y la transformación oncogénica. Este PTP contiene un motivo PEST, que a menudo sirve como un dominio de interacción proteína-proteína, y puede estar relacionado con la semivida intracelular de la proteína. Se encontró que este gen se expresaba en el cerebro, los tejidos del colon y varias líneas celulares diferentes derivadas de tumores. La función biológica de este PTP aún no se ha determinado.

## Interacciones
Se ha demostrado que PTPN18 interactúa con PSTPIP1.